# Diana d'Anet
Diana d'Anet, anche detta Fontana di Diana o Diana con un cervo, è un'opera scultorea in marmo di Diana di Poitiers come dea Diana. Precedentemente noto come lavoro di Jean Goujon, ora si pensa che più probabilmente sia di Germain Pilon.
È custodita all'interno del museo del Louvre di Parigi.

## Descrizione

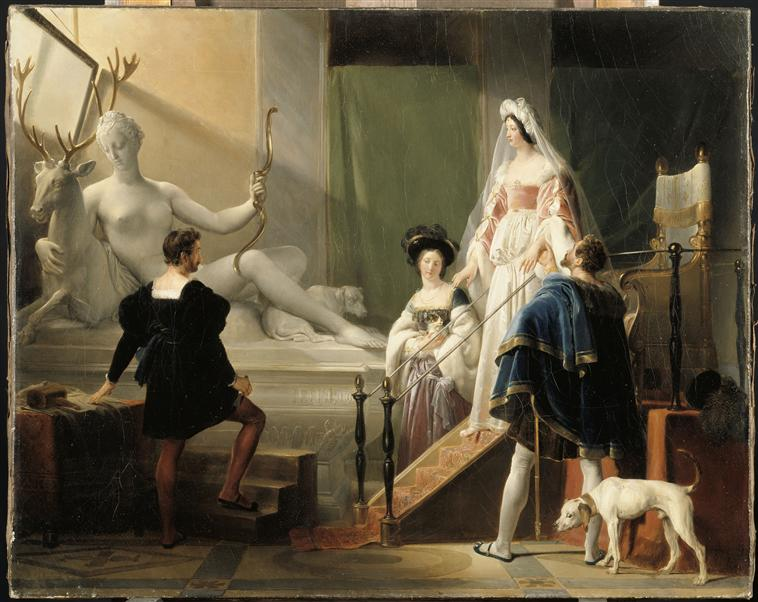
Diana di Poitiers visita l'atelier di Jean Goujon, Alexandre-Évariste Fragonard (Louvre)

La dea della caccia Diana è rappresentata con due cani (un levriero e un cane barbet di nome Phrocyon e Cyrius) e con un grande cervo. Questa silhouette è uno dei simboli del Rinascimento francese. Non è il vero ritratto di Diana di Poitiers, ma una delle tante immagini di dee lunari strettamente collegate ("Diana cacciatrice" della scuola di Fontainebleau, "Le Bain de Diane" di François Clouet, ecc.). Questa scultura faceva parte della fontana nel castello di Diana, costruito da Philibert Delorme. Fu pesantemente restaurata due volte nel XVIII secolo, la seconda volta nel 1799-1800 da Pierre-Nicolas Beauvallet. La tradizionale attribuzione a Jean Goujon è oggi messa in dubbio.